# Eldred Henry
Eldred Henry (* 18. September 1994 in Road Town) ist ein Leichtathlet von den Britischen Jungferninseln, der sich auf das Kugelstoßen spezialisiert hat und aktuell Inhaber des Landesrekordes ist.

## Sportliche Laufbahn
Erste internationale Erfahrungen sammelte Eldred Henry bei den CARIFTA Games 2013 in Nassau, bei denen er mit einer Weite von 18,01 m die Bronzemedaille in der U20-Altersklasse im Kugelstoßen sowie mit 52,06 m auch im Diskuswurf gewann. Anschließend belegte er bei den Panamerikanischen Juniorenmeisterschaften in Medellín mit 17,75 m den vierten Platz im Kugelstoßen und gelangte mit dem Diskus mit 55,45 m auf Rang fünf. Im Jahr darauf schied er bei den Commonwealth Games in Glasgow mit 17,08 m in der Qualifikationsrunde im Kugelstoßen aus und verpasste auch im Diskusbewerb mit 51,39 m den Finaleinzug. Anschließend belegte er bei den U23-NACAC-Meisterschaften in Kamloops mit 16,98 m den fünften Platz im Kugelstoßen und wurde mit 52,15 m Vierter im Diskuswurf. 2015 gelangte er bei den Panamerikanischen Spielen in Toronto mit 16,47 m auf den zwölften Platz im Kugelstoßen und brachte mit dem Diskus keinen gültigen Versuch zustande. Anschließend belegte er bei den NACAC-Meisterschaften in San José mit 18,49 m den fünften Platz im Kugelstoßen und gelangte mit dem Diskus mit 52,82 m auf Rang sechs. Im Jahr darauf gewann er bei den U23-NACAC-Meisterschaften in San Salvador mit 19,11 m die Bronzemedaille im Kugelstoßen hinter den US-Amerikanern Braheme Days und Josh Freeman und im Diskusbewerb musste er sich mit 56,45 m den US-Amerikanern Brian Williams und Sam Mattis geschlagen geben. Anschließend nahm er im Kugelstoßen an den Olympischen Sommerspielen in Rio de Janeiro teil und schied dort mit 17,07 m in der Qualifikationsrunde aus.
2018 belegte er bei den Commonwealth Games im australischen Gold Coast mit 18,19 m und 50,96 m jeweils den elften Platz im Kugelstoßen und im Diskuswurf. Ende Juli gewann er bei den Zentralamerika- und Karibikspielen (CAC) in Barranquilla mit 20,18 m die Bronzemedaille im Kugelstoßen hinter den Jamaikanern O’Dayne Richards und Ashinia Miller. Daraufhin belegte er bei den NACAC-Meisterschaften in Toronto mit 20,63 m den fünften Platz. Im Jahr darauf gelangte er bei den Panamerikanischen Spielen in Lima mit 19,82 m auf Rang sechs, ehe er bei den Weltmeisterschaften in Doha mit 20,13 m in der Qualifikationsrunde ausschied. 2022 belegte er bei den Commonwealth Games in Birmingham mit 19,97 m den fünften Platz und anschließend wurde er bei den NACAC-Meisterschaften in Freeport mit 18,78 m auf Rang vier. Im Jahr darauf belegte er bei den CAC-Spielen in San Salvador mit 18,12 m den sechsten Platz und gelangte anschließend bei den Panamerikanischen Spielen in Santiago de Chile mit 16,98 m auf Rang elf.

## Persönliche Bestleistungen
- Kugelstoßen: 21,47 m, 25. Mai 2019 in Kingsville (Landesrekord)
- Diskuswurf: 61,90 m, 26. April 2014 in La Jolla (Landesrekord)